# ScienceDaily
ScienceDaily è un sito web statunitense lanciato nel 1995 che aggrega comunicati stampa e pubblica comunicati stampa leggermente modificati (una pratica chiamata churnalism) sulla scienza, simile a Phys.org e EurekAlert!.
Il sito è stato fondato dalla coppia di coniugi Dan e Michele Hogan nel 1995; Dan Hogan in precedenza lavorava nel dipartimento degli affari pubblici del Jackson Laboratory scrivendo comunicati stampa. Il sito guadagna soldi vendendo pubblicità. Nel 2010 il sito affermava di essere cresciuto "da un'attività gestita da due persone a un'attività di informazione a tutti gli effetti con collaboratori da tutto il mondo". All'epoca, era gestito da casa dagli Hogan, non aveva giornalisti e ristampava solo comunicati stampa. Nel 2012, Quantcast lo ha classificato al 614º posto con 2,6 milioni di visitatori negli Stati Uniti. 
Ad agosto 2023, ScienceDaily ha principalmente cinque sezioni: Salute, Tecnologia, Ambiente, Società e Quirky, l'ultima delle quali include le notizie principali.